# 联合国安全理事会第1918号决议
联合国安理会第1918号决议于2010年4月27日一致通过。决议回顾以往关于索马里局势的各项决议，特别是第1814（2008）号、第1816（2008）号、第1838（2008）号、第1844（2008）号、第1846（2008）号、第1851（2008）号和第1897（2009）号决议。
安理会决定继续关注海盗和海上劫船行为对索马里和该区域其他国家的局势以及对国际航海和海上商业航线的安全的威胁，重申《联合国海洋法公约》适用于打击海盗和海上武装抢劫行为。并赞赏联合国毒品和犯罪问题办公室和其他国际组织和捐助者正协同索马里沿海海盗问题联络小组提供援助，加强索马里、肯尼亚、塞舌尔和该区域其他国家司法和惩戒系统的能力，以按照适用的国际人权法起诉海盗嫌犯和关押被定罪的海盗。
该决议亦赞扬了欧盟、北约以及其他有关行动国所付出的努力与打击海盗行为的合作，并与索马里过渡联邦政府的合作。部分人士担心，一些海盗没有得到相关国家司法机关的审判便遭到释放。
决议草案的第二部分由俄罗斯主笔。安理会吁请所有国家根据本国法律将海盗行为定为犯罪，并积极考虑按照适用的国际人权法，起诉在索马里沿海抓获的海盗嫌犯，并监禁被定罪者，在这方面，欣见实施国际海事组织《吉布提行为守则》的进展，吁请其参加方尽快全面实施该守则。最后，秘书长潘基文被要求在3个月内向安全理事会提交一份报告，就如何推动起诉和监禁海盗和武装劫船行为设立法庭一事做出安排。